# Grand-Prix-Saison 1913

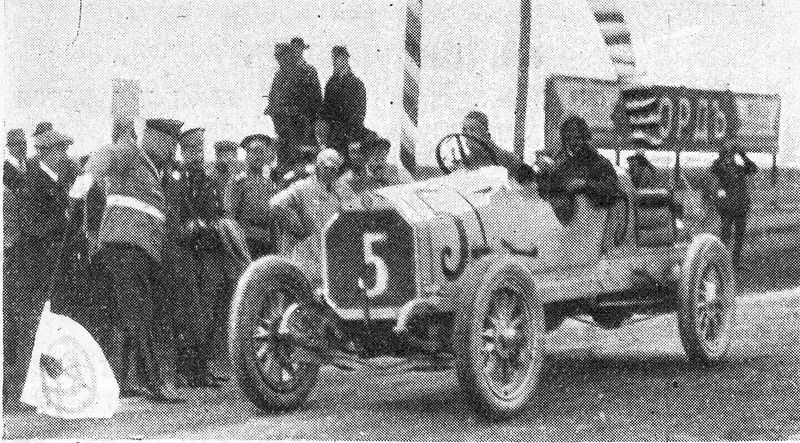
Georgi Suwori passiert die Ziellinie beim Großen Preis von Russland.

Höhepunkt der Motorsport-Saison 1913 war wie üblich der Grand Prix de l’ACF, der in diesem Jahr auf dem Circuit de Picardie bei Amiens ausgetragen wurde. Dazu fanden sechs weitere bedeutende Rennen statt, drei davon in den USA.

## Rennkalender

### Grandes Épreuves
|   | Datum  | Rennen               | Strecke             | Sieger                    | Statistik |
| - | ------ | -------------------- | ------------------- | ------------------------- | --------- |
| 1 | 12.07. | Großer Preis des ACF | Circuit de Picardie | Georges Boillot (Peugeot) | Statistik |

### Weitere Rennen
| Datum  | Rennen                             | Strecke                       | Sieger                            | Statistik |
| ------ | ---------------------------------- | ----------------------------- | --------------------------------- | --------- |
| 30.05. | International 500 Mile Sweepstakes | Indianapolis Motor Speedway   | Jules Goux (Peugeot)              | Statistik |
| 07.06. | Großer Preis von Russland          | Sankt Petersburg              | Georgi Suworin (Benz)             | Statistik |
| 15.06. | Großer Preis von Spanien           | Circuito de Guadarrama        | Carlos de Salamanca (Rolls-Royce) | Statistik |
| 05.08. | Grand Prix de l’ACO                | Circuit de la Sarthe          | Paul Bablot (Delage)              | Statistik |
| 09.08. | Santa Monica Road Race             | Santa Monica Road Race Course | Earl Cooper (Stutz)               |           |
| 30.08. | Elgin National Trophy              | Elgin Road Race Course        | Gil Andersen (Stutz)              |           |